# Boiling Spring Lakes
Pour les articles homonymes, voir Boiling Springs (homonymie).
Boiling Spring Lakes est une ville du comté de Brunswick en Caroline du Nord, aux États-Unis. Sa population était de 5 372 habitants au recensement de 2010, en hausse de 2 972 personnes par rapport au recensement de 2000. Elle fait partie de la région métropolitaine de Myrtle Beach.

## Démographie
| 1970 | 1980 | 1990  | 2000  | 2010  | - |
| ---- | ---- | ----- | ----- | ----- | - |
| 245  | 998  | 1 650 | 2 972 | 5 372 | - |